# Lijst van Stolpersteine in Land van Cuijk

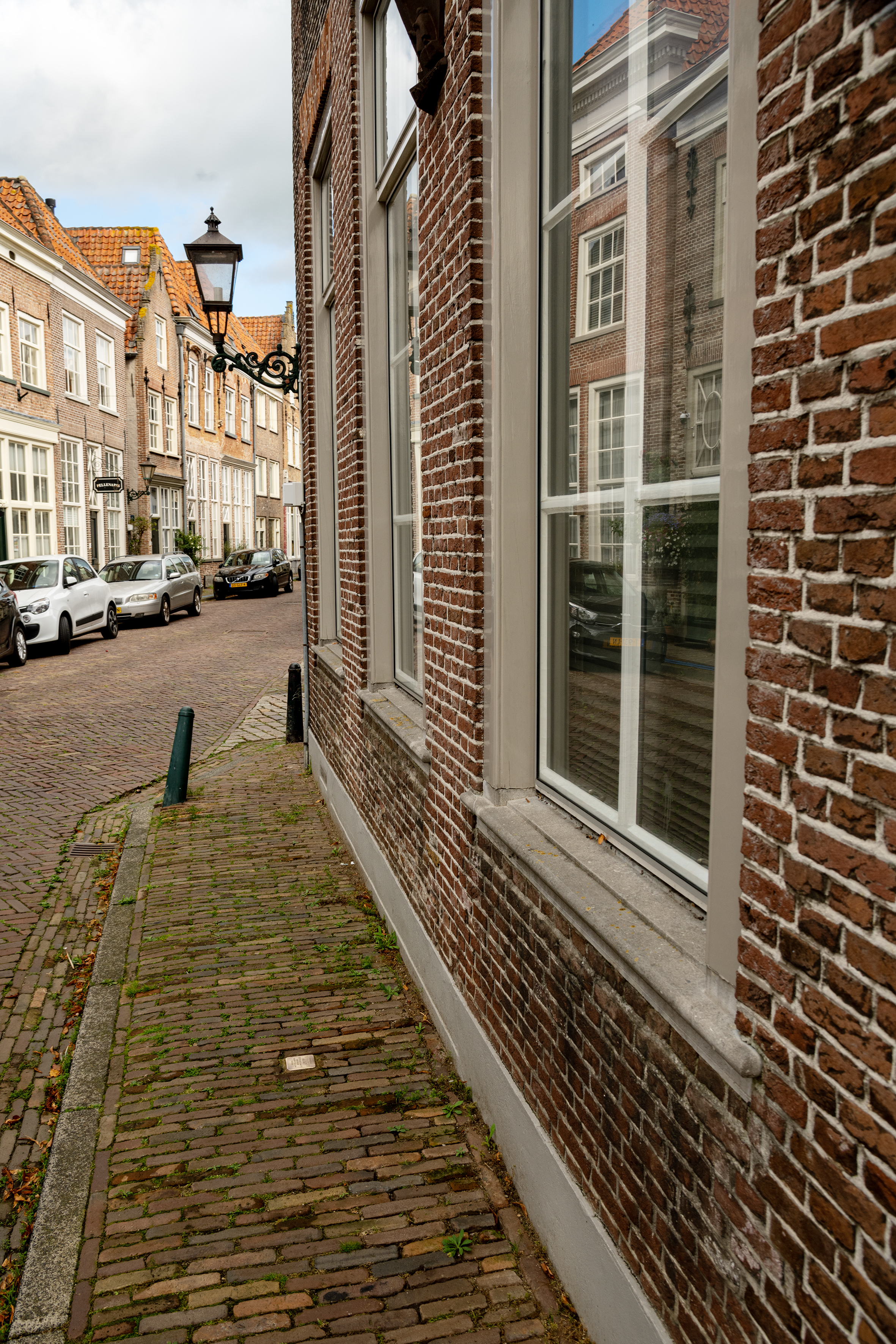
Stolperstein voor Dina van Leeuwen, Grave

De lijst van Stolpersteine in Land van Cuijk geeft een overzicht van de gedenkstenen die in de gemeente Land van Cuijk in de Nederlandse provincie Noord-Brabant zijn geplaatst in het kader van het Stolpersteine-project van de Duitse beeldhouwer-kunstenaar Gunter Demnig.
Stolpersteine zijn opgedragen aan slachtoffers van het nationaalsocialisme, al diegenen die zijn vervolgd, gedeporteerd, vermoord, gedwongen te emigreren of tot zelfmoord gedreven door het nazi-regime. Demnig legt voor elk slachtoffer een aparte steen, meestal voor de laatste zelfgekozen woning.
Omdat het Stolpersteine-project doorloopt, kan deze lijst onvolledig zijn.

## Stolpersteine
In de gemeente Land van Cuijk liggen achttien Stolpersteine: dertien in Cuijk, twee in Grave en drie in Oeffelt.

### Cuijk
In Cuijk liggen dertien Stolpersteine op drie adressen.
| Stolperstein | Inscriptie | Adres                      | Herdachte persoon                         |
| ------------ | --- | -------------------------- | ----------------------------------------- |
|              | HIER WOONDE JACOB ANDRIESSE GEB. 1870 GEÏNTERNEERD 9-4-1943 GEDEPORTEERD 11-5-1943 UIT WESTERBORK VERMOORD 14-5-1943 SOBIBOR                              | Parallelweg 49 Kaart (OSM) | Jacob Andriesse (1870–1943)               |
|              | HIER WOONDE HENRIETTE ANDRIESSE- VAN BAREN GEB. 1868 GEÏNTERNEERD 9-4-1943 GEDEPORTEERD 11-5-1943 UIT WESTERBORK VERMOORD 14-5-1943 SOBIBOR               | Parallelweg 49 Kaart (OSM) | Henriette Andriesse-van Baren (1868–1943) |
|              | HIER WOONDE ANDRÉ MARC ANDRIESSE GEB. 1914 GEDEPORTEERD 1942 UIT WESTERBORK VERMOORD 12-8-1942 AUSCHWITZ                                                  | Molenpad Kaart (OSM)       | André Marc Andriesse (1914–1942)          |
|              | HIER WOONDE HUGO ANDRIESSE GEB. 1921 GEÏNTERNEERD 28-8-1942 GEDEPORTEERD 1942 UIT WESTERBORK VERMOORD 31-3-1944 MIDDEN-EUROPA                             | Molenpad Kaart (OSM)       | Hugo Andriesse (1921–1944)                |
|              | HIER WOONDE ELISABETH SARA ANDRIESSE GEB. 1918 GEDEPORTEERD 22-1-1943 UIT HET APELDOORNSCHE BOSCH VERMOORD 25-1-1943 AUSCHWITZ                            | Molenpad Kaart (OSM)       | Elisabeth Sara Andriesse (1918–1943)      |
|              | HIER WOONDE GERTUY COHEN GEB. 1889 GEÏNTERNEERD 29-8-1942 GEDEPORTEERD 31-8-1942 UIT WESTERBORK VERMOORD 3-9-1942 AUSCHWITZ                               | Maasstraat Kaart (OSM)     | Gertuy Cohen (1889–1942)                  |
|              | HIER WOONDE CIENTJE COHEN GEB. 1893 GEÏNTERNEERD 29-8-1942 GEDEPORTEERD 31-8-1942 UIT WESTERBORK VERMOORD 3-9-1942 AUSCHWITZ                              | Maasstraat Kaart (OSM)     | Cientje Cohen (1893–1942)                 |
|              | HIER WOONDE SIMON COHEN GEB. 1893 GEÏNTERNEERD 25-8-1942 DWANGARBEID 20-5-1942 LEUSDEN GEDEPORTEERD 21-9-1943 UIT WESTERBORK VERMOORD 24-9-1943 AUSCHWITZ | Maasstraat Kaart (OSM)     | Simon Cohen (1893–1942)                   |
|              | HIER WOONDE DAVID COHEN GEÏNTERNEERD 29-8-1942 GEDEPORTEERD 1942 UIT WESTERBORK VERMOORD 31-3-1944 MIDDEN-EUROPA                                          | Maasstraat Kaart (OSM)     | David Cohen (1894–1944)                   |
|              | HIER WOONDE BENJAMIN COHEN GEB. 1896 GEÏNTERNEERD 29-8-1942 GEDEPORTEERD 1942 UIT WESTERBORK VERMOORD 31-3-1944 MIDDEN-EUROPA                             | Maasstraat Kaart (OSM)     | Benjamin Cohen (1896–1944)                |
|              | HIER WOONDE BETSY SARA COHEN GEB. 1903 GEÏNTERNEERD 29-8-1942 GEDEPORTEERD 31-8-1942 UIT WESTERBORK VERMOORD 3-9-1942 AUSCHWITZ                           | Maasstraat Kaart (OSM)     | Betsy Sara Cohen (1903–1942)              |
|              | HIER WOONDE HENRIETTE COHEN-DEFRIES GEB. 1861 GEÏNTERNEERD 9-4-1943 OVERLEDEN 8-5-1943 VUGHT                                                              | Maasstraat Kaart (OSM)     | Henriette Cohen-Defries (1861–1943)       |
|              | HIER WOONDE SARA COHEN-SOUSMAN NATHAN GEB. 1862 GEÏNTERNEERD 9-4-1943 GEDEPORTEERD 11-5-1943 UIT WESTERBORK VERMOORD 14-5-1943 SOBIBOR                    | Maasstraat Kaart (OSM)     | Sara Cohen-Sousman Nathan (1862–1943)     |

### Grave
In Grave liggen twee Stolpersteine op twee adressen.
| Stolperstein | Inscriptie                                                                                         | Adres                    | Herdachte persoon            |
| ------------ | -------------------------------------------------------------------------------------------------- | ------------------------ | ---------------------------- |
|              | HIER WOONDE DINA VAN LEEUWEN GEB. 1880 GEDEPORTEERD 1943 UIT WESTERBORK VERMOORD 16.4.1943 SOBIBOR | Hamstraat 28 Kaart (OSM) | Dina van Leeuwen (1880–1943) |
|              | HIER WOONDE NATHAN GOTLIEB GEB. 1861 GEDEPORTEERD 1943 UIT WESTERBORK VERMOORD 27.8.1943 AUSCHWITZ | Rogstraat 4 Kaart (OSM)  | Nathan Gotlieb (1861–1943)   |

### Oeffelt
In Oeffelt liggen drie Stolpersteine op een adres.
| Stolperstein | Inscriptie | Adres                           | Herdachte persoon                                                                      |
| ------------ | --- | ------------------------------- | -------------------------------------------------------------------------------------- |
|              | HIER WOONDE AGATHA BOCK GEB. 1920 GEÏNTERNEERD 20-8-1942 GEDEPORTEERD 20-11-1942 UIT WESTERBORK VERMOORD 23-11-1942 AUSCHWITZ           | Kerkstraat-Noord 40 Kaart (OSM) | Agatha Bock (1920–1942) Zie ook de Stolperstein voor Agathe (Agatha) Bock in Eindhoven |
|              | HIER WOONDE LEO BOCK GEB. 1884 GEÏNTERNEERD 28-8-1942 GEDEPORTEERD 31-8-1942 UIT WESTERBORK VERMOORD 3-9-1942 AUSCHWITZ                 | Kerkstraat-Noord 40 Kaart (OSM) | Leo Bock (1884–1942)                                                                   |
|              | HIER WOONDE MATHILDE BOCK-SILBERBERG GEB. 1885 GEÏNTERNEERD 28-8-1942 GEDEPORTEERD 31-8-1942 UIT WESTERBORK VERMOORD 3-9-1942 AUSCHWITZ | Kerkstraat-Noord 40 Kaart (OSM) | Mathilde Bock-Silberberg (1885–1942)                                                   |

## Data van plaatsingen
- 21 juni 2012: Grave, twee Stolpersteine op Hamstraat 28, Rogstraat 4
- 17 september 2023: Cuijk, dertien Stolpersteine op Maasstraat, Molenpad, Parallelweg 49 en Oeffelt, drie Stolpersteine op Kerkstraat-Noord 40